# Książnica Pomorska

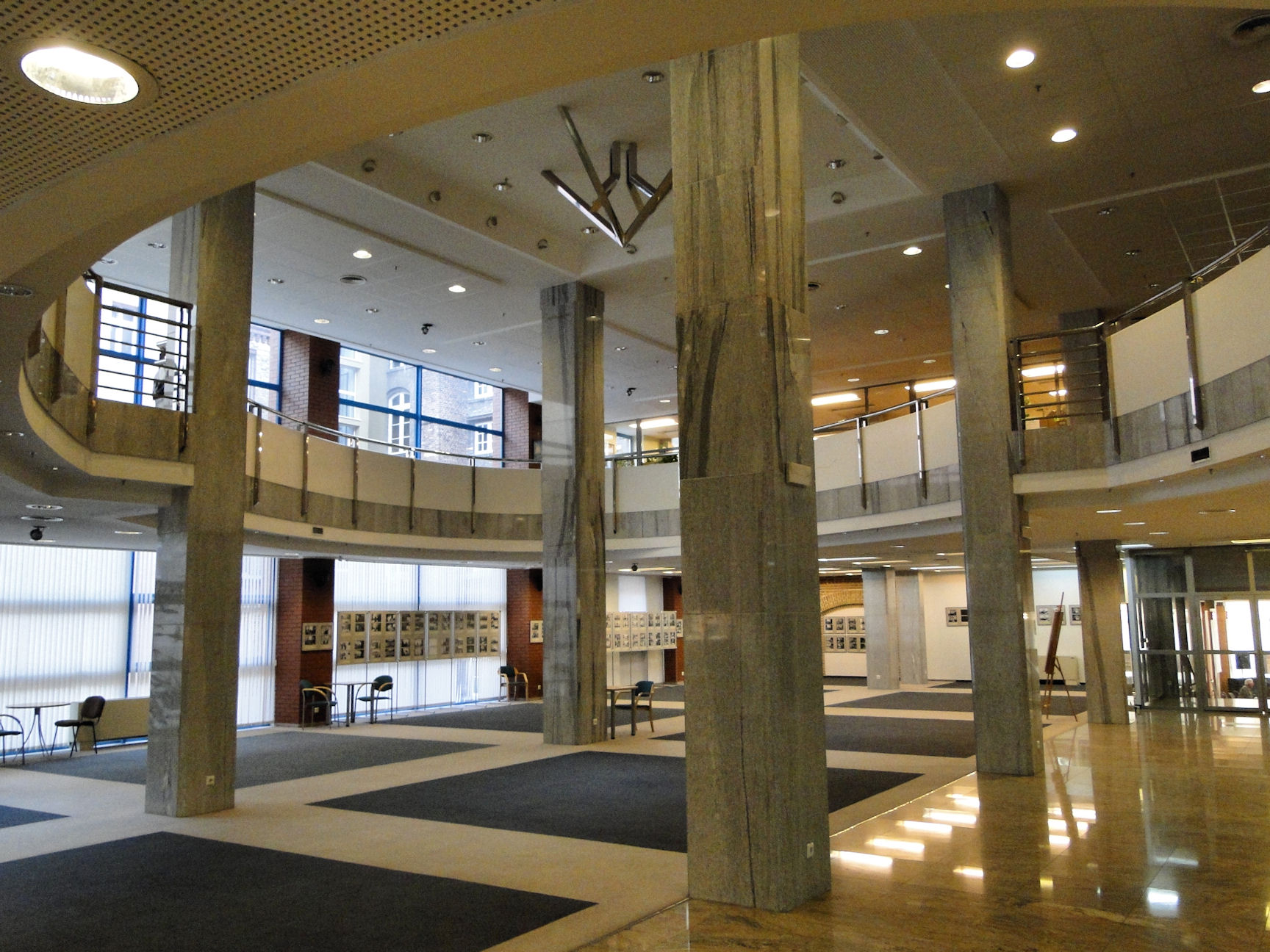
Das Innere des neuen Gebäudeteils

Die Książnica Pomorska (deutsch Pommersche Bibliothek) in Stettin, mit vollständigem Namen Książnica Pomorska im. Stanisława Staszica w Szczecinie, ist eine Regionalbibliothek in Polen. Sie ist die größte geisteswissenschaftlich
ausgerichtete Bibliothek in der Woiwodschaft Westpommern mit den Schwerpunkten Gesellschaftswissenschaften, Pomeranica, Skandinavistik, Germanistik und Schifffahrtskunde.

## Geschichte
1901 wurde in Stettin die Gründung einer Stadtbibliothek beschlossen. Der Grundbestand wurde aus den Sammlungen der Ratsbibliothek und der Bibliothek des Pommerschen Museums zusammengestellt sowie ab 1904 aus denen der Stadtschulbibliothek. Am 3. Oktober 1905 wurde sie mit einem Gesamtbestand von 26.000 Bänden eröffnet. In den nächsten Jahren wurde der Bestand um Dubletten aus der Bibliothek des Marienstiftsgymnasiums und um überwiegend theologische Werke der Gesamtkirchenbibliothek ergänzt.
Von 1907 bis 1945 leitete Erwin Ackerknecht die Bibliothek, die in dieser Zeit auf 200.000 Bände (1931) erweitert wurde. 1910 wurde eine Blindenbibliothek eingerichtet. Im folgenden Jahr wurde mit dem Sammeln von Beständen für eine Musikalienbibliothek begonnen, die 1913 eröffnet wurde. Um 1918 erfolgte die Aufteilung in eine Volksbücherei, die bald aus sechs Zweigstellen und einer Jugendbücherei bestand, und eine wissenschaftliche Stadtbücherei, in der vorwiegend Literatur aus Pommern und Stettin gesammelt wurde.
In den ersten knapp vier Jahrzehnten ihres Bestehens erhielt die Bibliothek verschiedene Schenkungen von verschiedenen Organisationen, Vereinen und Privatpersonen, darunter vom Stettiner Medizinerkollegium und der Freimaurerloge Zu den drei goldenen Zirkeln. Neben den Sammlungen von Joachim Bernhard Steinbrück, Johann Joachim Steinbrück und Matthäus Heinrich von Liebeher sowie Handschriften von Carl Ludwig Schleich erhielt die Bibliothek die Nachlässe der Musiker Carl Loewe und Heinrich Triest.
Während des Zweiten Weltkrieges wurde der Hauptbestand der Bibliothek 1944 schwer beschädigt. Inkunabeln und Pomeranica waren ausgelagert worden und entgingen so der Zerstörung. Als Stettin am 5. Juli 1945 an Polen kam, nahmen bereits zwei Tage später polnische Bibliothekare ihre Arbeit auf. Zwischen 1946 und 1949 wurden hier sichergestellte deutsche Sammlungen aus Hinterpommern, unter anderem aus Stolp, Köslin, Deutsch Krone und Stargard in Pommern zusammengeführt. Die mehr als 350.000 eingegangenen Bände wurde nach thematischen Schwerpunkten auf verschiedene Bibliotheken in Polen aufgeteilt.
1954 wurde die Stadtbibliothek mit der 1947 gegründeten Öffentlichen Woiwodschaftsbücherei zur Öffentlichen Woiwodschafts- und Stadtbibliothek vereinigt. Zwischen 1958 und 1960 wurden umfangreiche Bestände vom Marienstiftsgymnasium, dem Stadtgymnasium und dem Stargarder Gröningschen Gymnasium übernommen. Im Dezember 1959 wurde eine kartographische Abteilung eröffnet. 1965 erhielt die Bibliothek den Status einer wissenschaftlichen Bibliothek. Im folgenden Jahr erhielt sie den Namen des polnischen Schriftstellers und Politikers Stanisław Staszic. Seit 1969 erhält die Bibliothek Pflichtexemplare aus ganz Polen.
Im Juni 1973 erfolgte die Einrichtung eines Raumes mit einer Sonderausstellung zum polnischen Dichter Konstanty Ildefons Gałczyński. 1977 wurde ein Saal für den Nachlass des polnischen Schriftstellers und Dramatikers Stefan Flukowski eingerichtet.
Nach 1990 wurde die Trägerschaft der Bibliothek vom polnischen Staat an die kommunale Selbstverwaltung übergeben. Wegen der seit den 1990er Jahren gewachsenen Nachfrage nach Literatur über Deutschland richtete das Goethe-Institut 1993 einen deutschen Lesesaal ein.
Um die Jahrtausendwende hatte die Bibliothek einen Bestand von 760.000 Büchern und 143.000 Zeitschriften. Die Spezialsammlungen umfassen 380.000 Bände. Mit Unterstützung durch die Robert Bosch Stiftung und die Bayerische Staatsbibliothek wurde mit der Katalogisierung und Mikroverfilmung der wertvollsten Sammlungen nach modernsten Verfahren begonnen.
Aufgrund der Vereinbarungen von sieben Woiwoden der Region Pommern wurde die Landes- und Stadtbibliothek am 3. Oktober 1994 in die Pommersche Bibliothek – die Zentralbibliothek Pommerns – umgewandelt und erhielt ein neues Statut. Aufgrund des Beschlusses des Stadtrats vom 1. April 1995 wurde in Stettin eine eigene Städtische Öffentliche Bibliothek gegründet, die fast alle Bibliothekszweigstellen der Pommerschen Bibliothek übernahm.